# やりすぎコージー
『やりすぎコージー』は、テレビ東京で毎週水曜日22:00 - 22:54に放送していたバラエティ番組である。2008年10月から2010年9月までは、毎週月曜日21:00 - 21:54に放送されていた。開始当初は毎週日曜日1:25 - 2:10（土曜日深夜）の放送だった。通称『やりすぎ』。

## 概要
2004年4月8日 - 2005年3月31日まで水曜日の「スポパラ」枠で放送されていた『やりにげコージー』が放送時間を変えリニューアルしたもの。『やりにげ-』とは違い開始当初の放映局はテレビ東京とテレビ愛知・TVQ九州放送のみであったが、2005年7月にテレビ大阪で放送が開始され、2007年4月にテレビ北海道、同年10月にテレビ東京系で唯一ネットのなかったテレビせとうち及びテレビ東京系列外の局で放送開始され全国20局ネットに拡大した。系列外の局は基本的に30分の短縮バージョンで放送した。2008年10月にゴールデンタイム進出。2005年から大晦日から元日にかけて『やりすぎ-』のキャスト・スタッフによる生放送長時間特別番組『今年も生だよ!今年最も売れる吉本No.1芸人伝説』（正式タイトルは後述）が放送されている。メインは小笠原まさやによる吉本芸人のその年の運勢占いというものだが、「ぐっさんのビッグショー」「板尾24」などの名物企画がある。
DVDは1巻につき2本のDVDがセットされたDVD-BOXとして期間を決めて1か月に1巻のペースで連続発売し、DVD-BOXの他にDVD単体でも販売した。

### 土曜日深夜時代 『土曜婦人』
番組開始時は『-土曜婦人』というサブタイトルがついており、今田・東野が「やりすぎガール」（後述）と称した若手グラビアアイドルに芸能界での生き方を伝授するという“アイドル成り上がりバラエティ”という設定だったが、初回からお笑い色が強く、あまりお色気の傾向は強くなかった。それでも深夜番組ならではの下ネタ企画も多く、人気の現役AV女優をアメリカのセックスシンボルと言われた映画女優マリリン・モンローにあやかって「モンロー女優」と称してゲストに招き、赤裸々トークやレギュラー陣を相手にしたAVシチュエーションコント、ポロリありの運動会的企画等を繰り広げる「モンロー祭り」という名物企画も生み出した。
東野は一度コンビニで買い物を済ませて、車に乗り込む時に突然走り寄ってきたコンビニ店員に「俺、やりすぎ好きっす!!」と叫ばれた事があるという。終盤は女性の観覧がほとんどであったが、一時期は余りにも男性の番組観覧が多くなった時期があり7割を超える男性観覧客を見て今田は「もうこの番組は末期ですね」とコメントしている。
また「ネイチャージモン」こと寺門ジモンや「やりすぎ都市伝説」で有名となったハローバイバイ・関暁夫をはじめ、くまだまさし、レイザーラモンRG、ほっしゃん。（現・星田英利）、とろサーモン・久保田、なだぎ武、「世界のナベアツ」（渡辺鐘、現：桂三度）など、この番組がきっかけとなり注目を集めた芸人も多い。
2007年8月17日21時から22時48分まで芸人都市伝説企画をメインにした『ウソかホントかわからない やりすぎ都市伝説 2時間SPECIAL』（2007年7月24日収録）で番組初のゴールデンタイム進出。この番組は当時レギュラー放送が行われていないテレビせとうちでも放送された。2007年10月、2008年7月25日にはネット開始局を中心に全国各局で放送された。やりすぎ都市伝説SPネット局を参照。
2007年9月23日（テレビ東京）放送分は雨上がり決死隊をゲストに迎え、ウィキペディアを使用したトークが放送された。内容はゲストの宮迫博之と蛍原徹、今田耕司の3人の記事を見ながらトークをするというもの。また、このトークを元に本人の記事に関して加筆及び修正がされた。
今田とジュニアが出演している（NHK）『着信御礼!ケータイ大喜利』に、吉本芸人が匿名で参加するコラボレーション企画が放送された。2008年1月19日の生放送に合わせ芸人がネタを投稿するもので、その模様は2008年2月2日の放送分で放送された。
福山雅治、小栗旬、倖田來未ら芸能人の中にもファンが多い。特に、小栗はサプライズゲストとして登場するほどの大ファンである。

### ゴールデンタイム進出 『月9革命』
テレビ東京は「月9革命」と称し、2008年10月から『やりすぎコージー』をゴールデンタイムの月曜夜9時枠に進出させた。ゴールデン進出2日前の2008年10月11日まで深夜で放送し、2008年10月13日にゴールデン初回（「やりすぎ-」史上初の生放送2時間スペシャル）を放送する異例の編成であった。ゴールデン進出と同時にハイビジョン制作に切り替わり、字幕放送もスタート。今田は「ド短期ツメコミ教育!豪腕!コーチング!!」以来1年ぶりの同枠復帰、大橋アナは前番組「お茶の間の真実〜もしかして私だけ!?〜」に続いての登板。千原兄弟はコンビではゴールデンタイム初のレギュラーとなる。
東京のゴールデンタイムの番組の総合的な水準に当たる5%台前後を推移するようになった。『やりすぎ都市伝説』を放送した回では通常の2倍前後の高視聴率を取ることがある。
2009年2月から『今年も生だよ！新春7時間笑いっぱなし伝説』での小笠原まさやの占いで「（第2位の）徳井義実より8万倍運気がある」と言われ、その波に乗らねばと、1位の野性爆弾がレギュラーになっており一時期はスタジオ出演ではなく、コーナーに出演するという形となっていた。8月8日に嘗ての深夜枠で、『天王洲猥談』が一夜復活する事になった。旧時間帯の放送枠に戻るのはきわめて珍しい。特番などを除き番組の最後に｢やりすぎ｣と表示される、これは深夜時代の名残りで深夜時代ではこのあと放送される番組のタイトルが告知されていたがゴールデン移行後は「やりすぎ」と表示されるのみになった。2009年7月6日 の放送の際、マイコーりょうが出演したとき、マイケル・ジャクソン死後すぐだった事もあり、「2009年6月15日に収録しました。」というテロップが出た。2009年10月26日放送分のオープニングから電気グルーヴが番組のために制作した「やりすぎコージーOP」が使用されている。2010年5月3日放送分からアナログ放送も16:9のレターボックスでの放送に変更となった。スペシャル版としては『やりすぎ都市伝説』企画を除いて2時間枠で放送されることは少なく、90分のスペシャルとして放送されることが多い。また特番のため放送を休止することも多い。2010年2月から存在感が薄くなったやりすぎガールをメインにすえたスピンオフ番組「やりすぎ爆弾」が放映開始。

### プライムタイム枠へ『水10』
2010年10月18日から『月曜プレミア!』を20時から2時間枠で放送されることになり、同年10月27日から水曜22時台に移動した。「月9革命」と謳われたゴールデン進出から2年でやや降格となるプライムタイムへの異動となる。テレビ東京で水曜22時台が1時間番組になるのは『ドキュメンタリー人間劇場』以来10年半ぶり。またラテ欄の表示を「やりすぎコージー」ではなく「やりすぎ都市伝説」等と企画名を前面に押し出している。
平均視聴率は4%台と月9時代から若干下がっているが、2010年12月24日に放送された「やりすぎ都市伝説スペシャル」は8.5%を記録した。水曜時代の前々番組『水曜ミステリー9』、前番組の『水曜シアター9』と同様に、20時台で放送されている『いい旅・夢気分』の3時間特番が放送される際には当番組は休止する。2011年4月から9月まで21時台で放送された『シアターGOLD・24 -TWENTY FOUR-シーズン5』と交互に2時間スペシャル放送することもあった。

## 番組終了とその後
2011年10月の改編により9月14日放送分で終了した。後番組は前々番組の『水曜ミステリー9』が2年半ぶりに復活 した。同じ出演者・スタッフが関与する後継番組として今田と東野は2011年10月12日から2012年9月26日まで『KOZY'S NIGHT 負け犬勝ち犬』（木曜0:12 - 0:43〈水曜深夜〉）を担当していた他、千原兄弟も2011年10月8日開始の『ざっくりハイボール』→『ざっくりハイタッチ』を担当している。最終回のラストでは冬に都市伝説SPを行うとの予告があったが放送はずれ込み、結局2012年4月6日に復活放送第1回『ウソかホントかわからない やりすぎ都市伝説 スペシャル2012』が放送された。その後も『やりすぎ都市伝説』としてのスペシャルが定期的に放送されている。
このほか、元日未明に放送される「やりすぎコージー」をベースとした新春特番についても2013年まで放送が継続されていたが、2014年から後継番組である「ざっくりハイタッチ」をベースとした新春特番に衣替えした。

## 出演者

### レギュラー出演者（MC）
肩書きなどは放送当時
- 今田耕司
- 東野幸治
- 千原兄弟（千原せいじ・千原ジュニア）
- 野性爆弾（ロッシー・川島邦裕（くぅちゃん））
- 大橋未歩（テレビ東京アナウンサー）

### やりすぎガール
深夜時代は半年程度でメンバーが一部入れ替わっていたが、ゴールデン移行後は年1回（2009年は実施せず）程度のメンバー変更となっている。
|初代
|加藤沙耶香(初代〜4代目)
|初音みう(初代〜3代目)
|西原杏澄(初代〜2代目)
|三苫千景(初代〜2代目)
|市井もも
かでなれおん
北村美樹
高木加織
田澤麻衣
丹野友美
仲村かすみ
範田紗々
福島和可菜
松嶋初音
森戸みほ
悠乃
|2代目
|阪本麻美(2代目〜10代目)
|こばやしまり(2代目〜5代目)
|荒木恵
石塚麻畝
いのうえのぞみ
小島祥子
高木里奈
戸田れい
|3代目
高木梓7代目以降は「高木あずさ」に改名。(3代目〜10代目)
|大友さゆり(3代目〜8代目)
|飯島かおり
|上杉弘美
|井尚美
|広瀬優
|4代目
|安藤悠美
|原真未(4代目〜5代目)
|香島アヤ
|辰巳奈都子
|真下ゆい
|山口敦子
|5代目
|柚月美穂(5代目〜8代目)
|華彩なな(5代目〜9代目)
|こばやしゆうき
|藤川ありさ(5代目〜6代目)
|助川絵里奈
助川まりえ
水沢彩
|渡部いずみ
|6代目
|福田麻衣(6代目〜10代目)
|杉原杏璃(6代目〜9代目)
|永作あいり(6代目〜7代目)
|相澤亜希
|星野香織
|7代目
|深澤ゆうき(7代目〜10代目)
|吉川さおり(7代目〜8代目)
|山口愛実
|8代目
|相川友希(8代目〜10代目)
|立花麗美
|藤井梨花(8代目〜9代目)
|花木衣世
|9代目
|水谷望愛(9代目〜10代目)
|今井成美(9代目〜10代目)
|春菜めぐみ(9代目〜10代目)
|青木佳音(9代目〜10代目)
|10代目
|葵ゆりか
|相澤ゆうき

## 放送リスト
| 回 | 放送日   | 内容                                                          | 備考 |
| -- | -------- | ------------------------------------------------------------- | ---- |
| 1  | 4月3日   | ミズノゴロシ                                                  |      |
| 2  | 4月10日  | ぶっかけないで! 牛乳ポーカーフェイス これだけは誰にも負けない |      |
| 3  | 4月17日  | 第1回 芸人格闘技 俺が吉本№1 アキVS山下 歌うホットステージ     |      |
| 4  | 4月24日  | 第2回 セイジショッピング                                      |      |
| 5  | 5月1日   | プロレス愛好者達の逆襲                                        |      |
| 6  | 5月8日   | 第1回 もう一つのM-1GP                                         |      |
| 7  | 5月15日  | ほっしゃん。vs 宮川大輔                                       |      |
| 8  | 5月22日  | 芸人奥さんフォトグランプリ                                    |      |
| 9  | 5月29日  | ナンパ王 カラテカ・入江の実態                                 |      |
| 10 | 6月12日  | 衝撃映像!東野の本性・18禁…アイドル宅潜入                      |      |
| 11 | 6月19日  | 第2回 もう一つのM-1GP                                         |      |
| 12 | 6月26日  | 兄さんイチオシ! おすすめ芸人博覧会                            |      |
| 13 | 7月3日   | ジョーダンズ三又はゲイだった?! 噂を徹底検証!                  |      |
| 14 | 7月10日  | 笑いZERO やりすぎ格闘王決定戦 vol.1 第1週                     |      |
| 15 | 7月17日  | 笑いZERO やりすぎ格闘王決定戦 vol.1 第2週                     |      |
| 16 | 7月24日  | 笑いZERO やりすぎ格闘王決定戦 vol.1 第3週 パジャマ脱がし      |      |
| 17 | 7月31日  | 噂の真相 ネイチャージモン                                     |      |
| 18 | 8月7日   | 第1回 芸人都市伝説                                            |      |
| 19 | 8月14日  | 夏のグランバザール蔵出しトーク&アイドル宅浴室撮影会           |      |
| 20 | 8月21日  | 第1回 夏のモンロー祭り 前半戦 神谷姫・天宮まなみ・穂花        |      |
| 21 | 8月28日  | 第21回 第1回 夏のモンロー祭り 後半戦 神谷姫・天宮まなみ・穂花 |      |
| 22 | 9月4日   | 第3回 もう一つのM-1GP                                         |      |
| 23 | 9月11日  | やりすぎ秋のギャグ祭り                                        |      |
| 24 | 9月18日  | 芸人1年生悩み相談室 おにいさんと一緒                          |      |
| 25 | 9月25日  | トーク大放出&アニーキ巨乳激写                                 |      |
| 26 | 10月2日  | 芸人都市伝説2 前編                                            |      |
| 27 | 10月9日  | 芸人都市伝説2 後編 レイザーラモンHG vsくまだまさし            |      |
| 28 | 10月16日 | テスト・ザ・ネイチャー                                        |      |
| 29 | 10月23日 | 未開の原生林を泳ぐ! ネイチャージモン山籠りに密着              |      |
| 30 | 10月30日 | 芸人バイト王選手権                                            |      |
| 31 | 11月6日  | 第4回 もう一つのM-1GP                                         |      |
| 32 | 11月13日 | カメラがとらえた決定的瞬間! ルミネtheよしもと芸人の裏側       |      |
| 33 | 11月20日 | 実録!やりすぎ検証シリーズ第一弾 風俗嬢リトルガール説          |      |
| 34 | 11月27日 | 第1回 やりすぎThe鉄板ショー                                   |      |
| 35 | 12月4日  | 究極の焼き肉を食らえるのは誰だ! テスト・ザ・肉ネイチャー      |      |
| 36 | 12月11日 | 笑いZERO やりすぎ格闘王決定戦 vol.2 第1週                     |      |
| 37 | 12月18日 | 笑いZERO やりすぎ格闘王決定戦 vol.2 第2週                     |      |
| 38 | 12月25日 | 笑いZERO やりすぎ格闘王決定戦 vol.2 第3週                     |      |

| 回 | 放送日   | 内容                                                             | 備考 |
| -- | -------- | ---------------------------------------------------------------- | ---- |
| 39 | 1月8日   | やり生徹底討論 今田耕司はなぜ結婚出来ないのか?                   |      |
| 40 | 1月15日  | 生放送の裏側大公開SP たむけん屋台                                |      |
| 41 | 1月22日  | 喋りすぎコージー! 禁断の未使用トークSP                           |      |
| 42 | 1月29日  | 第2回 やりすぎThe鉄板ショー                                      |      |
| 43 | 2月5日   | 第3回 芸人都市伝説 前編                                          |      |
| 44 | 2月12日  | 第3回 芸人都市伝説 後編                                          |      |
| 45 | 2月19日  | 第1回 未来芸人ターミネーター                                     |      |
| 46 | 2月26日  | やりすぎコージー特別企画 やりデミー賞                            |      |
| 47 | 3月5日   | グラビア争奪! やりすぎファンバトル                               |      |
| 48 | 3月12日  | ブラックマヨネーズ 東京進出大作戦SP                              |      |
| 49 | 3月19日  | どこで披露すんねん! 本当のかくし芸大会                           |      |
| 50 | 3月26日  | ネイチャージモン現る!                                            |      |
| 51 | 4月2日   | 今田耕司、写真週刊誌に撮られる!                                  |      |
| 52 | 4月9日   | イマヒガチルドレン寺坂という男                                   |      |
| 53 | 4月16日  | ど〜なってるの? 芸人夫婦事情 パパはコメディアン                  |      |
| 54 | 4月23日  | クイズ! 答えて擬音師匠                                           |      |
| 55 | 5月7日   | キム兄結婚式の話&オーラの泉の裏側! with穂花                      |      |
| 56 | 5月14日  | 第2回 未来芸人ターミネーター                                     |      |
| 57 | 5月21日  | 第1回 やりすぎ爆笑レストラン                                     |      |
| 58 | 5月28日  | やりすぎフィルムフェスティバル 〜プライベートフォト部門〜        |      |
| 59 | 6月4日   | やりすぎフィルムフェスティバル 〜結婚式ビデオ部門〜              |      |
| 60 | 6月18日  | 第60回 ザ☆気になる                                               |      |
| 61 | 6月25日  | 大流出! 芸人裏ビデオ                                             |      |
| 62 | 7月2日   | 恋するお笑いシンデレラ                                           |      |
| 63 | 7月9日   | 第1回 ダメ芸人ワーストカップ 前編                                |      |
| 64 | 7月16日  | 第1回 ダメ芸人ワーストカップ 後編                                |      |
| 65 | 7月23日  | 第2回 夏のモンロー祭り 前半戦 麻美ゆま・寧々・小澤マリア         |      |
| 66 | 7月30日  | 第2回 夏のモンロー祭り 後半戦 麻美ゆま・寧々・小澤マリア         |      |
| 67 | 8月6日   | 第67回 真夏の喋りすぎコージーSP                                  |      |
| 68 | 8月13日  | 明るい所ではしゃべれない天王洲猥談                               |      |
| 69 | 8月20日  | ロサンゼルス珍道中 報告会                                        |      |
| 70 | 8月27日  | 浪速のかけこみ寺 パラ軍団に迫る!                                 |      |
| 71 | 9月3日   | ペナルティのビ・ビ・ビBBQ!                                       |      |
| 72 | 9月10日  | 緊急! やりすぎ恋愛相談室 〜芸だけじゃイヤ〜                      |      |
| 73 | 9月17日  | オススメ芸人ショー 俺のツボ                                      |      |
| 74 | 9月24日  | 喋りすぎコージー! イマヒガ事件報告会etc                          |      |
| 75 | 10月1日  | 第2回 やりすぎ爆笑レストラン 前編                                |      |
| 76 | 10月8日  | 第2回 やりすぎ爆笑レストラン 後編                                |      |
| 77 | 10月15日 | 緊急企画! さよなら、きんに君 〜アメリカ留学の真相〜              |      |
| 78 | 10月22日 | 第2回 ダメ芸人ワーストカップ 前編                                |      |
| 79 | 10月29日 | 第2回 ダメ芸人ワーストカップ 後編                                |      |
| 80 | 11月5日  | 究極解剖エアギター世界一の男                                     |      |
| 81 | 11月12日 | アニメ・マンガ大好き芸人大集合! やりすぎアニメ☆マンガまつり 前編 |      |
| 82 | 11月19日 | アニメ・マンガ大好き芸人大集合! やりすぎアニメ☆マンガまつり 後編 |      |
| 83 | 11月26日 | ザ☆気になる 脳年齢チェック                                       |      |
| 84 | 12月3日  | 第4回 芸人都市伝説 前編                                          |      |
| 85 | 12月10日 | 第4回 芸人都市伝説 後編                                          |      |
| 86 | 12月17日 | 撮れたてホヤホヤ大橋アナ! 結婚報道の真相                         |      |
| 87 | 12月24日 | 追悼! 伝説の芸人清水キョウイチ郎                                 |      |

| 回  | 放送日   | 内容                                                                | 備考                       |
| --- | -------- | ------------------------------------------------------------------- | -------------------------- |
| 88  | 1月14日  | 9時間生放送の裏側! 前編                                             |                            |
| 89  | 1月21日  | 9時間生放送の裏側! 後編                                             |                            |
| 90  | 1月28日  | ネイチャージモン再来                                                |                            |
| 91  | 2月4日   | 究極の天ぷらネイチャー                                              |                            |
| 92  | 2月11日  | 今田&東野一家グアム旅行&大橋アナ元旦入籍の裏側!                     |                            |
| 93  | 2月18日  | 第1回やりすぎFBI                                                    |                            |
| 94  | 2月25日  | 板尾24                                                              |                            |
| 95  | 3月4日   | 喋りすぎコージー&アニメマンガ徹底討論再び!                          |                            |
| 96  | 3月11日  | 第5回もうひとつのM-1グランプリ                                      |                            |
| 97  | 3月18日  | 第3回やりすぎ爆笑レストラン                                         |                            |
| 98  | 3月25日  | 野性爆弾ロッシーの野望!                                             |                            |
| 99  | 4月1日   | 第2回やりすぎFBI                                                    |                            |
| 100 | 4月8日   | 100回記念! 30分拡大スペシャル                                       |                            |
| 101 | 4月15日  | 今田耕司バンク徹底追及! &大橋アナ新婚生活の裏!                      |                            |
| 102 | 4月22日  | フジテレビには出られない! お笑い芸人 俺達だって歌がうまい王座決定戦 |                            |
| 103 | 4月29日  | やりすぎにジャニーズが乱入!                                         |                            |
| 104 | 5月6日   | ケンドーコバヤシは神だ!                                             |                            |
| 105 | 5月13日  | 劇場番長!                                                           |                            |
| 106 | 5月20日  | 各界で語られる都市伝説! &やりすぎFBI                                |                            |
| 107 | 5月27日  | 芸能界ゴシップ芸人の集い!                                           |                            |
| 108 | 6月3日   | 「U.S.J」〜ウソでしょ!? ジュニア〜                                  |                            |
| 109 | 6月17日  | 芸人禁断の飲み会流出! 「たこしげ事件」                              |                            |
| 110 | 6月24日  | 小栗旬を賭けて! ヒガシノリパパの挑戦                                |                            |
| 111 | 7月1日   | カウントダウン芸人                                                  |                            |
| 112 | 7月8日   | 帰って来た! セイジショッピング                                      |                            |
| 113 | 7月15日  | 喋りすぎコージー                                                    |                            |
| 114 | 7月22日  | やりすぎ特別プロジェクト「たむけんX」                               |                            |
| 115 | 7月29日  | ディズニーランドVSワッダーランド&帰ってきた! アニーキー             |                            |
| 116 | 8月5日   | やりすぎF.B.I 〜第3回捜査報告会・前編〜                             |                            |
| 117 | 8月12日  | やりすぎF.B.I 〜第3回捜査報告会・後編〜                             |                            |
| SP  | 8月17日  | ウソかホントかわからない やりすぎ都市伝説 2時間SPECIAL              | 初のゴールデンタイムで放送 |
| 118 | 8月26日  | やりすぎ未公開都市伝説                                              |                            |
| 119 | 9月2日   | 第4回やりすぎ爆笑レストラン 前編                                    |                            |
| 120 | 9月9日   | 第4回やりすぎ爆笑レストラン 後編                                    |                            |
| 121 | 9月16日  | 第6回もうひとつのM-1グランプリ                                      |                            |
| 122 | 9月23日  | 雨上がり決死隊とウィキペディアトーク                                |                            |
| 123 | 9月30日  | 緊急企画! おかえり、きんに君SP                                      |                            |
| 124 | 10月7日  | オススメ芸人ショー 俺のツボ2                                        |                            |
| 125 | 10月14日 | 秋の30分拡大SP! やりすぎ独占! 新婚さんいらっしゃいませ〜!           |                            |
| 126 | 10月21日 | 長澤まさみのお気に入りは誰だ? やりすぎキャラ芸人大図鑑              |                            |
| 127 | 10月28日 | やりすぎ芸人クラブ勧誘                                              |                            |
| 128 | 11月4日  | M-1グランプリにギリギリ出られなかった男たち                         |                            |
| 129 | 11月11日 | 秋の喋りすぎコージーSP                                              |                            |
| 130 | 11月18日 | やりすぎドキュメント! コンパ王・カラテカ入江の実態に迫る            |                            |
| 131 | 11月25日 | 俺の傷 やりすぎ九死に一生スペシャル                                 |                            |
| 132 | 12月2日  | やりすぎF.B.I 〜第4回捜査報告会・前編〜                             |                            |
| 133 | 12月9日  | 今田のザ・丁寧マネージャー&今年もやります!! 大晦日9時間生放送       |                            |
| 134 | 12月16日 | やりすぎF.B.I 〜第4回捜査報告会・後編〜                             |                            |

| 回  | 放送日   | 内容 | 備考                    |
| --- | -------- | --- | ----------------------- |
| 135 | 1月13日  | 実録9時間生放送の裏伝説〜前編〜 |                         |
| 136 | 1月20日  | 実録9時間生放送の裏伝説〜後編〜 |                         |
| 137 | 1月27日  | やりすぎ独占! 新婚さんいらっしゃいませ〜2 |                         |
| 138 | 2月3日   | NHKケータイ大喜利に挑戦! |                         |
| 139 | 2月10日  | やりすぎジュニアの正月旅行&若月・亮ちゃんソロコンサート |                         |
| 140 | 2月17日  | 「オ〜ガの泉」〜モヤモヤ芸人救済SP〜 |                         |
| 141 | 2月24日  | 板尾創路に新たな伝説が! &アイドル自宅で激写撮影会 |                         |
| 142 | 3月2日   | フレンドパーク出演 ジュニアの奇跡! 今田の失敗! |                         |
| 143 | 3月9日   | 今田耕司 結婚2次会パーティー 禁断の2次会芸人が登場! |                         |
| 144 | 3月16日  | ゴシップ芸人の楽屋 |                         |
| 145 | 3月23日  | ウソかホンマかわからない板東英二の都市伝説SP |                         |
| 146 | 3月30日  | ジャックナイフJ…健在 |                         |
| 147 | 4月6日   | やりすぎ爆笑レストラン〜前編〜 |                         |
| 148 | 4月13日  | 第5回やりすぎ爆笑レストラン〜後編〜 |                         |
| 149 | 4月20日  | ピッカピカの芸人1年生! 初テレビショー、千原兄弟 徹底比較! セリーグ VS Jリーグ〜前編〜 |                         |
| 150 | 4月27日  | 千原兄弟 徹底比較! セリーグ VS Jリーグ〜後編〜 |                         |
| 151 | 5月4日   | 気になってた! ピン芸人お取り扱い説明書 |                         |
| 152 | 5月11日  | おめでとう村上様ロストヴァージンSP |                         |
| 153 | 5月18日  | りあるキッズ安田くんの甘ずっぱい悩み相談SP |                         |
| 154 | 5月25日  | ツッコミだらけのやりすぎ大会「ツッコミ5」〜前編〜 |                         |
| 155 | 6月1日   | ツッコミだらけのやりすぎ大会「ツッコミ5」〜後編〜 |                         |
| 156 | 6月8日   | 「オ〜ガの泉」〜モヤモヤ芸人救済SP〜 |                         |
| 157 | 6月15日  | 山崎邦正はどこへ行く!? 〜前編〜 |                         |
| 158 | 6月22日  | 山崎邦正はどこへ行く!? 〜後編〜 |                         |
| 159 | 6月29日  | 博多華丸・大吉がおもてなし「これが噂の福岡芸人ばい!」 |                         |
| 160 | 7月6日   | カウントダウン芸人2008 |                         |
| 161 | 7月13日  | やりすぎFBI第5回捜査報告会 |                         |
| 162 | 7月20日  | ジャリズム山下 今田&世界のナベアツとプロ格闘技に参戦! |                         |
| SP  | 7月25日  | ウソかホントかわからない やりすぎ都市伝説 禁断の七不思議SP | ゴールデンタイムで放送  |
| 163 | 8月3日   | まだまだあった! やりすぎ都市伝説〜未公開編〜 |                         |
| 164 | 8月10日  | 明るい所ではしゃべれない天王洲猥談2008〜前編〜 |                         |
| 165 | 8月17日  | 明るい所ではしゃべれない天王洲猥談2008〜後編〜 |                         |
| 166 | 8月24日  | 気になってた芸人お取り扱い説明書 |                         |
| 167 | 8月31日  | 大橋アナ北京のスキに新人女性アナ呼びだし! 「オーラの泉」舞台裏、やりすぎFBI未公開捜査報告 |                         |
| 168 | 9月7日   | デンジャラス芸人文太&おにぎりの2人旅シベリアンGO! GO! |                         |
| 169 | 9月14日  | 山崎邦正＆チュートリアル福田の酒豪伝説 |                         |
| 170 | 9月21日  | デブで何が悪い! カワイイ小デブちゃんSP |                         |
| 171 | 9月28日  | 相方に問題あり! 今夜はサバンナマヨネーズ |                         |
| 172 | 10月5日  | 祝ゴールデン進出! オレたちも月9に連れてって 前編 |                         |
| 173 | 10月12日 | 祝ゴールデン進出! オレたちも月9に連れてって 後編 |                         |
| 174 | 10月13日 | 俺のツボ芸人開会生宣言、芸人ペアレンツ やりすぎ生メール、 俺のツボ 笑ってるの俺だけですか芸人SHOW、燃えすぎコージー 炎の二番勝負、生だから! 今夜どうしてもしゃべりたい あいつのアレなんなん!? 芸人の親がナマ挑戦 オトン大喜利 オカン大喜利、ハーモニカゴリラ |                         |
| 175 | 10月20日 | やりすぎ都市伝説 芸能人SP |                         |
| 176 | 10月27日 | 笑えないけどいいですよ大賞 |                         |
| 177 | 11月3日  | 営業に行こう! 営業リッチSP |                         |
| 178 | 11月10日 | 「俺の傷」やりすぎ九死に一生SP! |                         |
| 179 | 11月17日 | 第179回 テレビ初家族&マル秘映像おめでた芸人に自腹でご祝儀! |                         |
| 180 | 11月24日 | 売れっ子芸人の相方は今 |                         |
| 181 | 12月1日  | ツッコミ7 |                         |
| 182 | 12月8日  | 芸人WARS! 松竹帝国の逆襲 |                         |
| 183 | 12月22日 | 2008年売れっ子芸人の多忙なスケジュールにイマヒガ完全密着! &2008年やりすぎFBI 芸能界! 大捜査スペシャル | 緊急! やりすぎ超3時間SP |

| 回  | 放送日   | 内容                                                                          | 備考                |
| --- | -------- | ----------------------------------------------------------------------------- | ------------------- |
| 184 | 1月5日   | やりすぎ新年会SP伝説誕生の瞬間&お宝映像                                       |                     |
| 185 | 1月12日  | 開運! カウントダウン芸人2009 〜決定! 今年最も売れる芸人は誰だ? 〜             |                     |
| 186 | 1月19日  | やりすぎツーリスト                                                            |                     |
| 187 | 1月26日  | もうひとつのM-1グランプリ                                                     |                     |
| 188 | 2月2日   | やりすぎ格闘王決定戦1回戦                                                     |                     |
| 189 | 2月9日   | やりすぎ格闘王決定戦準決勝&超天然芸人野性爆弾伝説                             |                     |
| 190 | 2月23日  | やりすぎFBI&野爆野外ロケ                                                      |                     |
| 191 | 3月2日   | 売れっ子芸人の相方は今&桂楽珍登場                                             |                     |
| 192 | 3月9日   | 売れっ子芸人の相方は今&ドラマ14歳PR中尾明慶登場                               |                     |
| 193 | 3月16日  | 合格したら映画即出演! 熱血演技オーディション                                  |                     |
| 194 | 3月23日  | 桂楽珍ファミリー特集続編&やりすぎFBI                                          |                     |
| 195 | 3月30日  | よかろうもんタイムリミットグルメ やりすぎ都市伝説 やりすぎちゃった瞬間ベスト5 | 春の2時間スペシャル |
| 196 | 4月20日  | 芸能人100万円バカギャラリー                                                   |                     |
| 197 | 4月27日  | ブサイク7VS.ピンポン7                                                         |                     |
| 198 | 5月3日   | 売れっ子ニュージェネ芸人のお悩み相談室                                        |                     |
| 199 | 5月11日  | 爆笑やりすぎゲーム王（VS.アメトーーク）                                       |                     |
| 200 | 5月18日  | やりすぎどうぶつバカ                                                          |                     |
| 201 | 5月25日  | やりすぎオーディション                                                        |                     |
| 202 | 6月1日   | やりすぎFBI                                                                   |                     |
| 203 | 6月8日   | ドキュメント! 心に傷あり芸人のど自慢                                          |                     |
| 204 | 6月15日  | しゃべりすぎコージー 気になるテレビの裏側緊急報告会                           |                     |
| 205 | 6月22日  | やりすぎ芸人カウントダウン                                                    |                     |
| 206 | 7月6日   | ツッコミ7                                                                     |                     |
| 207 | 7月13日  | 20周年芸人大集合 / やりすぎ都市伝説                                           |                     |
| 208 | 7月27日  | 幸せバカ夫婦結婚のススメ                                                      |                     |
| 209 | 8月3日   | ブサイクだってオシャレしたい! 東京やりすぎコレクション                        |                     |
| 210 | 8月8日   | 明るい所では聞けない天王洲猥談                                                |                     |
| 211 | 8月10日  | ウソかホントかわからないやりすぎ都市伝説90分SP 前編                           |                     |
| 212 | 8月17日  | ウソかホントかわからないやりすぎ都市伝説90分SP 後編                           |                     |
| 213 | 8月31日  | やりすぎどうぶつバカ2                                                         |                     |
| 214 | 9月7日   | やりすぎFBI                                                                   |                     |
| 215 | 9月28日  | やりすぎ都市伝説外伝!! 世界の七不思議大捜査スペシャル                         |                     |
| 216 | 10月19日 | やりすぎ都市伝説外伝 禁断! 日本最強のパワースポットSP                         |                     |
| 217 | 10月26日 | ウチの子一番! やりすぎ親バカ選手権                                            |                     |
| 218 | 11月2日  | 芸能人やりすぎ健康法                                                          |                     |
| 219 | 11月9日  | やりすぎ美容バカブサイリッシュレディ                                          |                     |
| 220 | 11月16日 | プライベート切り売り映像大賞                                                  |                     |
| 221 | 11月30日 | やりすぎ開運伝説 島田秀平の手相開運法                                         |                     |
| 222 | 12月7日  | やりすぎどうぶつバカ3                                                         |                     |
| 223 | 12月14日 | やりすぎ都市伝説外伝スペシャル                                                | SP番組              |

| 回  | 放送日   | 内容                                                                                              | 備考 |
| --- | -------- | ------------------------------------------------------------------------------------------------- | ---- |
| 224 | 1月11日  | やりすぎ新年会                                                                                    |      |
| 225 | 1月18日  | やりすぎ都市伝説外伝 やりすぎどうぶつバカ                                                         |      |
| 226 | 1月25日  | やりすぎ都市伝説社会の裏側SP                                                                      |      |
| 227 | 2月1日   | 今年こそ売れたい! 芸人の嫁総出演SP                                                                |      |
| 228 | 2月8日   | 営業に行こう! 営業リッチSP2                                                                       |      |
| 229 | 2月22日  | やりすぎ開運伝説 究極のパワースポット90分スペシャル                                               |      |
| 230 | 3月1日   | やりすぎ開運伝説 究極のパワースポットスペシャル、M－1王者パンクブーブーの手相を島田秀平が占います |      |
| 231 | 3月8日   | やりすぎ都市伝説ベストセレクション                                                                |      |
| 232 | 3月15日  | やりすぎ都市伝説2時間スペシャル                                                                   |      |
| 233 | 4月12日  | 大緊急90分スペシャル友近に破局の真相を迫る、芸人バイト王選手権、ピラメキーノ勢登場                |      |
| 234 | 4月19日  | スター製造工場NSCの集い                                                                           |      |
| 235 | 4月26日  | 爆笑エッドカーペット浅草芸人全解剖                                                                |      |
| 236 | 5月3日   | 結成! BKA48                                                                                       |      |
| 237 | 5月10日  | やりすぎプライベート切り売り映像大賞2                                                             |      |
| 238 | 5月17日  | 女芸人カーニバル                                                                                  |      |
| 239 | 5月31日  | やりすぎiPhoneバカ                                                                                |      |
| 240 | 6月7日   | 芸人バイトすごい王2                                                                               |      |
| 241 | 6月14日  | 芸人軍団お抱えシェフ手料理うまい王決定戦                                                          |      |
| 242 | 6月26日  | やり爆深夜の都市伝説                                                                              |      |
| 243 | 6月28日  | やりすぎ開運パワースポット90分スペシャル                                                          |      |
| 244 | 7月12日  | やりすぎビンボースター誕生                                                                        |      |
| 245 | 7月26日  | やりすぎどうぶつバカ4                                                                             |      |
| 246 | 8月9日   | やりすぎ都市伝説300回直前スペシャル                                                               |      |
| 247 | 8月16日  | やりすぎ都市伝説2時間スペシャル                                                                   |      |
| 248 | 9月6日   | やりすぎ昭和ヒット歌謡バカ 2時間スペシャル                                                        |      |
| 249 | 9月20日  | おネエ芸人カーニバル                                                                              |      |
| 250 | 10月4日  | やりすぎ都市伝説外伝 緊急警告! 2012年 地球滅亡説SP                                                |      |
| 251 | 10月27日 | 緊急! やりすぎ都市伝説90分スペシャル                                                              |      |
| 252 | 11月3日  | やりすぎ都市伝説                                                                                  |      |
| 253 | 11月17日 | やりすぎサイドビジネスバカ                                                                        |      |
| 254 | 11月24日 | 本当は見てはいけない! ものまね芸人禁断の素顔!!                                                    |      |
| 255 | 12月1日  | やりすぎ大宇宙バカ                                                                                |      |
| 256 | 12月8日  | 徹底比較! ラーメンVS.それ以外の麺全種類                                                           |      |
| 257 | 12月15日 | 実家に泊まろう!                                                                                   |      |
| 258 | 12月22日 | やりすぎ都市伝説3時間スペシャル                                                                   |      |

| 回  | 放送日  | 内容                                                                                 | 備考   |
| --- | ------- | ------------------------------------------------------------------------------------ | ------ |
| 259 | 1月12日 | 未公開! 都市伝説、偉人伝説SP〜やりすぎ新年会〜                                       |        |
| 260 | 1月26日 | 芸能界イチ美味い自家製鍋は? やりすぎ鍋-1グランプリ                                   |        |
| 261 | 2月2日  | 世界一恋愛したい授業                                                                 |        |
| 262 | 2月9日  | 実家に泊まろう! 2                                                                    |        |
| 263 | 2月16日 | 教えてカリスママ! もっと売れたい芸人の奥様お悩みクリニック                           |        |
| 264 | 3月9日  | 昭和歌謡バカVS平成J-POPバカ やりすぎベストヒットジャパン 2時間スペシャル             |        |
| 265 | 3月16日 | ウソかホントかわからない 緊急! やりすぎ都市伝説SP                                    |        |
| 266 | 4月6日  | ウソかホントかわからない やりすぎ都市伝説! 緊急90分スペシャル                        |        |
| 267 | 4月20日 | ウソかホントかわからない やりすぎ都市伝説 ニュースの裏側SP後編                       |        |
| 268 | 4月27日 | 芸能人の携帯の中身公開バトル 奇跡の1枚! ケータイ写真コロシアム!                      |        |
| 269 | 5月4日  | 教えて! 辛口ズバットレディ様                                                         |        |
| 270 | 5月18日 | ウソかホントかわからない やりすぎ都市伝説 未知の遭遇SP第1夜                          |        |
| 271 | 5月25日 | ウソかホントかわからない やりすぎ都市伝説 未知の遭遇SP第2夜                          |        |
| 272 | 6月1日  | ウソかホントかわからない やりすぎ都市伝説 未知の遭遇SP第3夜                          |        |
| 273 | 6月8日  | ウソかホントかわからない やりすぎ都市伝説 未知の遭遇SP第4夜                          |        |
| 274 | 6月15日 | たけし軍団の襲撃                                                                     |        |
| 275 | 6月22日 | 上を向いて笑おう! やりすぎ爆笑ネタ伝説ライブ 第1夜                                   |        |
| 276 | 7月6日  | 上を向いて笑おう! やりすぎ爆笑ネタ伝説ライブ 第2夜                                   |        |
| 277 | 7月13日 | やりすぎどうぶつ都市伝説スペシャル第1夜                                              |        |
| 278 | 7月20日 | やりすぎどうぶつ都市伝説スペシャル第2夜                                              |        |
| 279 | 7月27日 | ウソかホントか分からない やりすぎ都市伝説 夏休みスペシャル月間 〜序章〜              |        |
| 280 | 8月3日  | 都市伝説〜夏休みスペシャル第2夜〜「ウソかホントかわからない やりすぎ女の都市伝説」   |        |
| 281 | 8月10日 | 都市伝説〜夏休みスペシャル第3夜〜 今すぐ言いふらしたくなる! やりすぎひとくち都市伝説 |        |
| 282 | 8月31日 | 都市伝説スペシャル                                                                   |        |
| 283 | 9月7日  | 都市伝説スペシャル「ヒットソング都市伝説」                                           |        |
| 284 | 9月14日 | やりすぎ都市伝説アワード                                                             | 最終回 |

## 主な企画

### 特別企画
- やりデミー賞
  - 第1回　各賞受賞者
    - 瞬間視聴率賞・最優秀賞　千原靖史
    - 嫁はん賞　2丁拳銃・小堀（の嫁）
    - お前は男だ賞　バッドボーイズ・佐田正樹
    - ドM賞　千原ジュニア
- やりすぎ開運スペシャル

各地のパワースポットを巡るロケ企画。江原啓之、島田秀平がレギュラーゲスト。90分のスペシャルが組まれる。

### 通常企画
- 笑いZERO やりすぎ格闘王
芸人を対象にした格闘対決。打撃系の攻撃は禁止されている。
  - 歴代優勝者
    - 第1回　バイキング・アキ
    - 第2回　バイキング・アキ
    - 第3回　ずん・やす
- 芸人都市伝説

芸人が知っている都市伝説を披露する、この企画がきっかけで完全な下火になっていた都市伝説に再びスポットがあてられるようになった。
- テスト・ザ・ネイチャー（内一回はテスト・ザ・肉ネイチャー）

寺門ジモンがお勧めする商品などを貰えるのに値するかを寺門独自のテストをレギュラー陣が挑戦する企画。いい答えだと寺門が「ナイスネイチャー」と言うのが恒例。
- モンロー祭り

毎年夏ごろに行われる企画。「モンロー」ことAV女優（穂花、天宮まなみ、神谷姫・麻美ゆま、寧々、小澤マリア）を迎えてトークやシチュエーションコントなどをする企画。芸能界随一のAV好きである今田が楽しみにしている企画であり、テンションが上がりすぎて共演者からよくクレームをつけられている。また、この企画では毎年非常にいやらしい言葉を大橋アナに言わせるのが恒例となっており（例：「お口に出してイッちゃって」「ハマグリが潮を吹いた」など）、さらにモンロー女優たちの赤裸々な性癖や性体験の告白の後に、今田らが「ちなみに大橋さんは？」「聞きましたか、大橋さん？」などと話を振り、赤面する大橋を見て悦に入る姿が見受けられる。
- 天王洲猥談
自他共に認めるスケベ芸人らが集まり、講談スタイルで各々の持つ猥談を披露する企画。「明るい所ではしゃべれない」というキャッチコピーの通り、怪談噺のような薄暗い照明の下で行われる。
  - 主な噺家
    - 小出水直樹…自称、「TSK・東京スケベ協会」関西支部長。噺家の中でもトップレベルのスケベであり、放送禁止ギリギリの猥談を当たり前のような顔で披露する。また、猥談の後に、離婚の増加や地球温暖化などの社会問題を嘆き、これらはエロで解決できると力説するが、「真面目なことを言えばフォローできると思うのか」と東野らから厳しく突っ込まれる。
    - すっちー…「エロ三羽烏」の一人、通称「薬の須知」。巧みな話術と擬音を駆使し、自らが出会ってきた女性たちとの一風変わった性体験を、プロの噺家も顔負けの名調子で語る。
    - 中川貴志…「エロ三羽烏」の一人、通称「器具の中川」。大人のオモチャをこよなく愛し、それらを縦横に駆使しての性行為の素晴らしさを、こてこての関西弁で人情味たっぷりに語る。
    - 徳井義実…「エロ三羽烏」の一人、通称「スタイリストの徳井」。コスプレを始めとする自分の性癖や、ナンパで出会った女性との体験を語る。決めのナンパ文句は、「良かったら今日、泊まらへんか？」。
    - 藤原光博…自称、「TSK・東京スケベ協会」会長。第一談では常軌を逸したドМの性癖を恥ずかしげもなく披露し、「気持ち悪くなってきた」と嫌悪感を露わにする大橋を始め、やりすぎガールからも大顰蹙を買ったが、本人は「むしろ快感」と恍惚としていた。そのため、第二談では番組からMCに抜擢されることで、猥談を封印させられることとなった。

また、各猥談はジュニアのコールと共にやりすぎガールが「演目めくり」をめくることで進められていくが、この際、やりすぎガールは黒衣の頭巾に黒のビキニという「やらしい（今田談）」衣装を着用しており、コールの後にセクシーポーズを決めるのがお約束となっている。第一談は高木あずさ、第二談は華彩ななが、それぞれ黒衣役を勤めた。
- もうひとつのM-1グランプリ
この企画でのMはMiuchiつまりは身内のことで、お笑いの素人である芸人の親がネタをつくり、それを子が披露するというもの。
  - 歴代優勝者
    - 第1回　FUJIWARA
    - 第2回　東京ダイナマイト
    - 第3回　フットボールアワー
    - 第4回　COWCOW
    - 第5回　トータルテンボス
    - 第6回　レギュラー
- やりすぎthe鉄板ショー

芸人が必ず爆笑がとれるいわゆる鉄板ネタを芸人自ら解説をし解説後に実際そのネタを実演をする。
- 好きよあなた　芸人奥さんフォトグランプリ

芸人が自分の奥さんをモデルにしたフォトを紹介する企画。
- どこで披露すんねん! 本当のかくし芸大会

芸人として必要のないかくし芸を披露する企画。
- 兄さんイチ押し!おすすめ芸人博覧会

芸人がオススメするあまり知られていない若手芸人にネタを披露してもらう企画。
- 番長列伝

過去に暴走族やヤンキーだった芸人のエピソードを披露する企画。前身番組「やりにげコージー」からの企画である。
- ビンボー列伝

幼少の頃貧乏だった芸人のエピソードを披露する企画。番長列伝同様「やりにげコージー」からの企画である。
- やりすぎFBI
芸人の様々な疑惑を徹底的に調査する、やりすぎFBIの捜査官の報告会。やりすぎFBIは報告する際には必ず敬礼をしたり報告直前では何故か小芝居をしたりする。
  - やりすぎFBI捜査官
    - 千原ジュニア（千原兄弟）主任捜査官 口癖が「どこまでもなやつだぜ」。大概の捜査官達が行う小芝居のフリを出す張本人。たまに、打ち合わせに無いフリを出すことがあるらしく(例として、全員一人ずつに出すはずのフリを高橋だけ飛ばす。「やめとけ高橋!」の小芝居で「やめとけ高橋とたむら!」と言ったりする)、それに捜査員達が対応しきれずに、グダグダになる。その度、今田達がツッコむが「やめとけ高橋!」の小芝居で強制的に仕切りなおさせるのが恒例。
    - ケンドーコバヤシ 捜査官 何故か捜査報告前に小芝居を始める。曰く、「持病の心臓が……」「嫁が集中治療室に入った」等（もちろん今田達が小さくツッコむが完全に無視される）、その度にジュニアが「上官命令だ、今すぐ病院に行け!」と言うが、「初めて命令違反をします……捜査を続行いたします!」そしてその後に高橋が「くそ〜、医学め!」と悔しがって、捜査報告が始まる(たまに医療関連では無い)。と、いうのがお決まりのパターン（2回目以降の小芝居でもケンコバは「初めて命令違反を……」と言う）。
    - たむらけんじ 捜査官 サングラスはとっていないものの関東圏では珍しくふんどし姿ではない出演。何故か敬礼をするときは、獅子舞の頭に敬礼の手をあてる。
    - 高橋茂雄（サバンナ） 捜査官 やりすぎFBIのマスコット的存在で、通称「しゃかりきボーイ」。他の捜査官に比べて若手な為、熱くなりやすい(という設定)。Wコウジらが捜査官達の小芝居にツッコむと、ジュニアが「やめとけ高橋!」と言われてから人を殴りかかる動作をする。
    - ヒデ（ペナルティ）見習い捜査官 第2回報告会から参加。
    - タケト（Bコース） 見習い捜査官 第3回報告会から参加。若いころの千原捜査官にそっくりらしい。高橋から嫉妬されている。
- 新婚さんいらっしゃいませ

新婚さんいらっしゃい!のパロディ。芸人さんと結婚をした嫁と芸人を迎えてトークする企画。またコーナーの後半では本家同様「ペアマッチ」も行われておりその商品の中には「YES・NOまくら」も含まれている。
- 売れっ子芸人の相方は今

ゴールデン発の企画。現在、解散したコンビの相方の現在を追って、相方が出演OKした場合、当時のネタを披露しなければならない。
- 公開!映画オーディション

演技のできる芸人を集めて、3つのオーディションを受け、監督から指名を受けた芸人は、役者を交えたシーンを演技。合格なら映画に出演できる。その結果、TKO木下、千原せいじ、はんにゃ金田の映画出演が、第二回では、カンニング竹山、森三中村上、なだぎ武がやりすぎ生ドラマに、山崎邦正（現：月亭方正）、カンニング竹山の映画出演が決定した。
- 野性爆弾の占い珍道中

小笠原まさやに導かれた土地へ行き野性爆弾が旅をする企画。ナレーションはレギュラーの大橋未歩ではなく大江麻理子が担当。
- タイムリミットグルメ

今まで、食べたくても食べられなかったグルメを、カードで引き、移動時間を含め、全て6時間で食べて回る。店内では、全員分食べられるか、1人分を全員で食べるカードを引かなければならない。ただし、屋台など時間限定の場合は、夜引かねば食べられない。
- 芸能人100万円バカギャラリー

自分の趣味の企画をつぎ込んだ額を披露し、2009年夏開催の「やりすぎギャラリー」に一品出展してもらう。
- 心の傷のど自慢

各1人ずつ、過去に受けた心の傷を披露。審査員の採点が、指定した賞品の点数に満たしていれば、商品がもらえる。「ルックルックこんにちは」の「ドキュメント・女ののど自慢」のパロディ。

### コーナー企画
- 激写男!!カメラマン　アニーキー
- 帰ってきたセルシオーネ
- かんだらお仕置き!やりすぎPR

番組終盤に行われる商品宣伝コーナー。毎回2名ほどのやりすぎガール（稀に商品に関連した芸人やタレントが出演することもある）が宣伝された商品を関連した番組オリジナルの早口言葉を行い噛んだらパンダのキャラクターから大きめ洗濯バサミで舌を挟まれるという罰を受ける。早口言葉は高い難易度のため大抵は噛んでしまうことが多く罰を受けたあと「やりすぎ」と言うのがお約束となっている。番組初期から深夜放送時代が終わるまで行われたコーナーでやりすぎコージーDVDBOXのパッケージではレギュラー陣が洗濯バサミで舌を挟んでいる写真がジャケットとなっている。また、深夜放送での後番組となる「アリケン」でも同様に商品宣伝コーナーは引き続き行われている。ゴールデン移行後、行われていないが、俳優の中尾明慶が挑戦。失敗し、罰ゲームを受けた。
- 天王洲の兄
- やりすぎ東京ウォーカー〜セレブと貧乏芸人〜

## スタッフ
- 構成：長谷川朝二／北本かつら、遠藤敬、森、大井達朗、大井洋一、はしもとこうじ
- ブレーン：寺坂直毅、中川ゆーすけ、中野恵介
- 技術：近藤剛史（テレビ東京）
- カメラ：村上岳文
- 映像：佐藤誠二（テレビ東京）
- 音声：臼本泰一（テレビ東京）
- 照明：大郷智広
- 技術協力：テクノマックス、麻布プラザ、Nextry、デジデリック、mabu
- 美術：小越敏彦
- デザイン：薬王寺哲朗
- タイトルデザイン：上田大樹
- メイク：山田かつら
- 美術協力：テレビ東京アート、東京チューブ、東京衣装、テレフィット、テルミック、ナカムラ綜美
- VTR編集：池田博俊
- MA：中尾和博
- 音効：遠藤治朗
- スタイリスト：f.i.j、中山美和
- ナレーター：増田和也
- 観客動員：BEEPS
- 編成：今井豪（テレビ東京）
- 番宣：岡仁（テレビ東京）
- 番組広報：本田光範、田中雄一、近松真、山地克明、武井大樹
- AP：金子優・露木寛子・海野和可奈（テレビ東京）
- ディレクター：川田忠仁・扇山篤司（BACK-UP）、藤野大作、近藤創（スナッチ）、鈴木康浩（クロスブリード）、高畑忠司、中根拓也、魚田英孝・杠政寛（テレビ東京）、佐藤真吾
- 総合演出：並木慶（BACK-UP）
- プロデューサー：伊藤隆行・五箇公貴（テレビ東京）、田島雄一（よしもとクリエイティブ・エージェンシー）、吉田祥子（BACK-UP）
- 協力：BACK-UP
- 制作協力：吉本興業
- 製作著作：テレビ東京

### 過去のスタッフ
- ナレーター：赤平大
- プロデューサー：神山祐人（テレビ東京）、稲冨聡・生沼数行（よしもとクリエイティブ・エージェンシー）、堤本幸男・今滝陽介（BACK-UP）
- AP：星俊一（テレビ東京）、高山雄次郎（よしもとクリエイティブ・エージェンシー）、沖本翔子
- ディレクター：馬場哉、松本真、加藤伸一、萩野和人、田川裕也、岡本宏毅、山田耕三、水野亮太・鈴木拓也（テレビ東京）
- 技術：前進（テレビ東京）
- 映像：石田秀徳（テレビ東京）
- 音声：五十嵐公彦（テレビ東京）
- VTR編集：掛川高志
- 音効：磯川浩己、片岡幸司
- スタイリスト：W.I.D.、渡辺浩司
- 技術協力：サウンドエフェクト（2011年1月末まで）

## ネット局
| 対象地域      | 放送局                   | 系列           | 放送日時                      | ネット状況 | 放送開始日                     |
| ------------- | ------------------------ | -------------- | ----------------------------- | ---------- | ------------------------------ |
| 関東広域圏    | テレビ東京（TX）         | テレビ東京系列 | 水曜 22:00 - 22:54            | 制作局     | 2005年4月3日                   |
| 北海道        | テレビ北海道（TVh）      | テレビ東京系列 | 水曜 22:00 - 22:54            | 同時ネット | 2007年4月28日 （第98回から）   |
| 愛知県        | テレビ愛知（TVA）        | テレビ東京系列 | 水曜 22:00 - 22:54            | 同時ネット | 2005年4月9日 （第1回から）     |
| 大阪府        | テレビ大阪（TVO）        | テレビ東京系列 | 水曜 22:00 - 22:54            | 同時ネット | 2005年7月11日 （第1回から）    |
| 岡山県 香川県 | テレビせとうち（TSC）    | テレビ東京系列 | 水曜 22:00 - 22:54            | 同時ネット | 2007年10月6日 （第121回から）  |
| 福岡県        | TVQ九州放送（TVQ）       | テレビ東京系列 | 水曜 22:00 - 22:54            | 同時ネット | 2005年4月16日 （第1回から）    |
| 奈良県        | 奈良テレビ（TVN）        | 独立UHF局      | 水曜 22:00 - 22:54            | 同時ネット | 2008年4月8日 （第143回から）   |
| 和歌山県      | テレビ和歌山（WTV)       | 独立UHF局      | 水曜 22:00 - 22:54            | 同時ネット |                                |
| 青森県        | 青森朝日放送（ABA）      | テレビ朝日系列 | 火曜 0:20 - 1:15 （月曜深夜） | 遅れネット | 2009年10月                     |
| 岩手県        | IBC岩手放送（IBC）       | TBS系列        | 土曜 16:00 - 16:54            | 遅れネット | 2007年10月30日 （第119回から） |
| 宮城県        | 東北放送（TBC）          | TBS系列        | 火曜 0:25 - 1:25 （月曜深夜） | 遅れネット | 2007年10月19日 （第119回から） |
| 福島県        | 福島放送（KFB）          | テレビ朝日系列 | 水曜 0:20 - 1:20 （火曜深夜） | 遅れネット | 2007年10月8日 （第119回から）  |
| 新潟県        | 新潟放送（BSN）          | TBS系列        | 水曜 0:20 - 1:15 （火曜深夜） | 遅れネット | 2008年2月6日 （第132回から）   |
| 長野県        | 信越放送（SBC）          | TBS系列        | 水曜 0:20 - 1:15 （火曜深夜） | 遅れネット | 2007年10月5日 （第119回から）  |
| 静岡県        | 静岡第一テレビ（SDT）    | 日本テレビ系列 | 火曜 0:34 - 1:29 （月曜深夜） | 遅れネット | 2007年10月11日 （第119回から） |
| 富山県        | 富山テレビ（BBT）        | フジテレビ系列 | 火曜 0:40 - 1:35 （月曜深夜） | 遅れネット | 2008年10月5日 （第119回から）  |
| 石川県        | 石川テレビ（ITC）        | フジテレビ系列 | 火曜 0:55 - 1:55 （月曜深夜） | 遅れネット | 2007年10月23日 （第119回から） |
| 滋賀県        | びわ湖放送（BBC)         | 独立UHF局      | 水曜 21:00 - 21:54            | 遅れネット | 2007年10月5日 （第118回から）  |
| 鳥取県 島根県 | 山陰中央テレビ（TSK）    | フジテレビ系列 | 土曜 1:05 - 2:00 （金曜深夜） | 遅れネット | 2008年3月3日 （第137回から）   |
| 広島県        | 広島ホームテレビ（HOME） | テレビ朝日系列 | 金曜 0:15 - 1:15 （木曜深夜） | 遅れネット | 2009年5月21日                  |
| 山口県        | 山口朝日放送（yab）      | テレビ朝日系列 | 金曜 0:15 - 1:14 （木曜深夜） | 遅れネット | 2009年4月5日                   |
| 愛媛県        | 愛媛朝日テレビ（eat）    | テレビ朝日系列 | 日曜 0:30 - 1:30 （土曜深夜） | 遅れネット | 2007年10月21日 （第119回から） |
| 長崎県        | 長崎放送（NBC）          | TBS系列        | 火曜 23:50 - 翌0:45           | 遅れネット | 2007年10月2日 （第119回から）  |
| 熊本県        | 熊本放送（RKK）          | TBS系列        | 土曜 0:25 - 1:25 （金曜深夜） | 遅れネット | 2007年10月11日 （第119回から） |
| 大分県        | 大分放送（OBS）          | TBS系列        | 水曜 23:55 - 翌0:55           | 遅れネット | 2007年10月3日 （第119回から）  |
| 鹿児島県      | 鹿児島テレビ（KTS）      | フジテレビ系列 | 木曜 0:40 - 1:40 （水曜深夜） | 遅れネット | 2007年10月7日 （第119回から）  |
| 沖縄県        | 琉球朝日放送（QAB）      | テレビ朝日系列 | 土曜 0:20 - 1:15 （金曜深夜） | 遅れネット | 2008年4月5日 （第119回から）   |

### 過去のネット局
- 三重テレビ（打ち切り時期不明）
- 岐阜放送
- テレビユー山形